# Медаль «За Азиатско-тихоокеанскую кампанию»
Медаль «За Азиатско-тихоокеанскую кампанию» (Asiatic-Pacific Campaign Medal) — военная награда США, учреждена 6 ноября 1942 года. Медалью награждались все военнослужащие, прослужившие не менее 30 дней на оккупированной территории и кораблях с 7 декабря 1941 года по 8 ноября 1945 года.

## Описание
Аверс: Изображение войск в тропическом районе, на втором плане — корабли и самолёты. Сверху по окружности надпись: «ASIATIC PACIFIC CAMPAIGN» (Азиатско-тихоокеанская кампания). При награждении этой медалью традиция прикрепления к ленте отличительных планок с указанием операции или места службы не была сохранена.
Реверс: Рельефное изображение орла со сложенными крыльями. Слева даты: «1941-1945», справа надпись: «UNITED STATES OF AMERICA» (Соединенные Штаты Америки).
Бронза. Диаметр 32 мм.
Лента шириной 36 мм жёлтого цвета с белыми, красными и синей полосками.